# Sherwood (trylogia)
Sherwood – powieściowa trylogia fantasy autorstwa Tomasza Pacyńskiego, na motywach legendy o Robin Hoodzie, inspirowana m.in. serialem Robin z Sherwood. Składają się na nią powieści Sherwood, Maskarada oraz Wrota światów. Pierwszy tom nominowany do nagrody Zajdla w 2001 roku.
Ze względów objętościowych ostatnia część trylogii miała się ukazać w dwóch tomach, o tytułach Zła piosenka oraz Garść popiołu. Drugi z nich nie został jednak wydany ze względu na nagłą śmierć autora w maju 2005.

## Utwory
- Sherwood, wyd. 3.49, 2001 oraz Runa, Warszawa 2003, ISBN 83-917904-5-2 (wydanie II poprawione)
- Maskarada, wyd. Runa, Warszawa 2003, ISBN 83-917904-7-9
- Wrota światów
  - Zła piosenka, wyd. Runa, Warszawa 2004, ISBN 83-89595-06-0
- Komu wyje pies, "Science Fiction" nr 12/2004 (opowiadanie poprzedzające akcję trylogii)

## Fabuła
Akcja trylogii dzieje się na początku XIII wieku, około dwudziestu lat po śmierci Robin Hooda.

## Bohaterowie
- Match (w większości wersji legendy Much), zwany Wieprzem z Nottingham – dawniej jeden z towarzyszy Robina z Locksley zwanego Robin Hoodem, po jego śmierci przywódca banitów, następnie zaś zdrajca na usługach szeryfa z Nottingham
- Jason – zawodowy oszust z darem przewidywania przyszłości i przeszłości
- Basile – dawniej rozbójnik z rodziny, gdzie fach ten przekazywany był od pokoleń, potem wykidajło w karczmie, później zaś towarzysz Matcha i Jasona
- Claymore Ramirez – płatny zabójca pochodzenia walijsko-hiszpańskiego
- Fabienne
- Marion
- Robert de Reno (w Robin of Sherwood Robert de Reinault) – szeryf z Nottingham
- Bertrand de Folville